# Tokyopop
Tokyopop (часто пишется заглавными буквами: TOKYOPOP), ранее известная как Mixx — крупный дистрибьютор манги на английском, немецком и японском языках. Штаб-квартира компании находится в Лос-Анджелесе (США), подразделения функционируют в Великобритании и Германии. Tokyopop лицензирует и издаёт мангу, в том числе оригинальную англоязычную, манхву, аниме, японские лайт-новелы и графические романы. Продукция компании продаётся в магазинах США, Канады, Великобритании, Ирландии, Германии, Австрии и Швейцарии. 15 апреля 2011 года было объявлено, что с 31 мая Tokyopop сворачивает издательскую деятельность на территории Северной Америки, в то время как германское отделение продолжит издавать продукцию для международного рынка.

## История
Компания была основана в 1997 году Стюартом Леви и поначалу называлась Mixx. В то время они продавали манга-журнал MixxZine, а также антологию сёдзё-манги «Smile».
В 2002 году компания начала издавать мангу в оригинальном, неотзеркаленном виде, позиционируя новый для американского рынка продукт как «стопроцентно аутентичную мангу» (100 % Authentic Manga), что в короткие сроки вывело Tokyopop в лидеры отрасли. Также популярной у покупателей маркетинговой идеей было предельное удешевление товара (до 10 $ за том), что также помогло компании в завоевании серьёзных долей рынка.
Летом 2004 года Tokyopop начала издавать мангу и манхву в Германии, в том же году открылось представительство компании в Великобритании.
В марте 2006 года компания HarperCollins заявила о том, что собирается сотрудничать с Tokyopop.
Tokyopop занималась также публикацией оригинальной английской манги (сделанной в США) и являлась крупнейшим издателем в этой области. В этом издательстве были опубликованы такие работы, как «Сновидения», «Bizenghast», «Dramacon», «Van Von Hunter», «Тёмное метро».
В марте 2011 года по компании прокатилась волна сокращений, связанная с банкротством крупнейшего покупателя Tokyopop — Borders Group, задолжавшего ей крупную сумму. В апреле 2011 года было объявлено о закрытии издательства в США. Согласно официальному заявлению, телевизионный и киноотдел компании, а также европейское подразделение издательства не закрываются. В октябре 2011 года компания сообщила о своём намерении вернуться на американский рынок манги прежде всего возобновлением выпуска работ, лицензии на которые ранее были возвращены их первоначальным владельцам.

## Публикации на английском языке

### Известнаясёнэн-манга
- Beck
- Girls Bravo
- GetBackers
- Great Teacher Onizuka
- Love Hina
- Samurai Deeper Kyo

### Известнаясёдзё-манга
- Cardcaptor Sakura
- Fruits Basket
- Kare Kano
- Marmalade Boy
- Peach Girl
- Sailor Moon
- Tokyo Mew Mew

### Известнаясэйнэн-манга
- Ai Yori Aoshi
- Battle Royale
- BLAME!
- Chobits
- Lupin III
- Mobile Suit Gundam

### Манхва
| - Angel cup - Arcana - Archlord - Aspirin - Ark Angels - Blazin' Barrels - Blade of Heaven - Chronicles of the Cursed sword - Chrono Code (Riverside) - Crazy Love Story - Demon Diary - Dragon Hunter - Faeries' Landing |  | - Good Luck - Heaven Above Heaven - Honey Mustard (manhwa) - iD eNTITY - In Dream World - I.N.V.U. - Island - Kill Me, Kiss Me - King of Hell - Les Bijoux - Lights Out - Love or Money - Model |  | - One - Phantom - PhD: Phantasy Degree - Priest - The Tarot Café - The Queen's Knight - Threads of Time - Ragnarok - Rebirth - Snow Drop - Under the Glass Moon - The Breaker - Warcraft: The Sunwell Trilogy |

### Лайт-новел
| - .hack//AI buster - .hack//Another Birth - The Adventures of Duan Surk - Clamp School Paranormal Investigators - Chain Mail |  | - Crest of the Stars - Gravitation - Gundam Seed - Kino no Tabi - Love Hina |  | - Magic Moon - Sailor Moon - Scrapped Princess - Slayers - Trinity Blood - The Twelve Kingdoms |

### Маньхуа
- The Other Side of the Mirror

### OEL
| - @Large - The Abandoned - Afterlife - A Midnight Opera - Bad Kitty - Bizenghast - Boys of Summer - CSI: Crime Scene Investigation - The Dark Goodbye - Dogby Walks Alone - Dramacon - Earthlight - eV - The Faerie Path: Lamia’s Revenge - Fool’s Gold - Ghostbusters - Idiotz! - I Luv Halloween - Legends of the Dark Crystal - Mail Order Ninja |  | - Mark of the Succubus - My Dead Girlfriend - MBQ - My Cat Loki - Off Beat - Orange Crows - Pantheon High - Peach Fuzz - Psy-Comm - RE:Play - Rhysmyth - Rising Stars of Manga - Roadsong - Sea Princess Azuri - ShutterBox - Snow |  | - Sokora Refugees - Sorcerers & Secretaries - Star Trek - Steady Beat - The Dreaming - Undertown - Van Von Hunter - War on Flesh - Warcraft: Death Knight - Warcraft: Legends - Warcraft: The Sunwell Trilogy - Wicked Lovely: Desert Tales - Work Bites - World of Hartz - 12 Days |

## BLU
BLU — подразделение Tokyopop, спциализирующеся на манге в жанрах яой и сёнэн-ай. Первые издания компании появились в 2005 году, но тогда Tokyopop отрицала связи с этой компанией. В октябре 2006 года BLU признала, что является импринтом Tokyopop.
Изданная манга:
- Black Knight
- Earthian
- Fumi Yoshinaga's Lovers in the Night & Truly Kindly
- Gakuen Heaven
- Gerard & Jacques
- Gorgeous Carat
- Innocent Bird
- Junjo Romantica
- Just My Luck
- Love Mode
- Love Pistols
- Man’s Best Friend
- Menkui!
- Shinobu Kokoro
- Shout Out Loud!
- Takumi-kun
- Voice or Noise
- Wild Rock
- Fallen Moon